# Turisme a les Illes Balears
El turisme a les Illes Balears és un dels sectors econòmics més importants de les Illes Balears. L'any 2013 representava el 45,5% del producte interior brut de les Illes Balears, i el 2017 s'havien rebut un total de 32.679.513 turistes, la major part dels quals a Mallorca. El 2018 les Illes Balears tenien l'índex d'intensitat turística més alt del món.
En 2021 les Illes Balears s'havien convertit en la comunitat de l'estat espanyol on menys havia crescut el Producte interior brut (PIB) per càpita en els darrers 45 anys a causa de la baixa productivitat del turisme, caient de la segona posició a la desena posició entre les comunitats, entre 2000 i 2020.